# Yağmurdüşen, Doğubayazıt
Yağmurdüşen là một xã thuộc huyện Doğubayazıt, tỉnh Ağrı, Thổ Nhĩ Kỳ. Dân số thời điểm năm 2011 là 76 người.